# Chimarra spinulifera
Chimarra spinulifera är en nattsländeart som beskrevs av Oliver S. Flint Jr. 1968. Chimarra spinulifera ingår i släktet Chimarra och familjen stengömmenattsländor. Utöver nominatformen finns också underarten C. s. galalcha.